# 好きな子がめがねを忘れた
『好きな子がめがねを忘れた』（すきなこがめがねをわすれた）は、藤近小梅による日本の漫画作品。略称は「好きめが」。作者がTwitterで発表した後、『月刊ガンガンJOKER』（スクウェア・エニックス）にて、2018年12月号より2024年5月号まで連載。
2019年次にくるマンガ大賞コミック部門12位。
2023年7月から9月までテレビアニメが放送された。

## あらすじ
中学生の小村楓（小村くん）は、隣の席の女子・三重あい（三重さん）のことが気になっていたが、きっかけがつかめず話せなかった。ある日小村くんは、めがねを忘れて登校して周囲が見えず何もできない三重さんの世話をすることで、やっと会話できるようになる。しかし、ひどい近眼の三重さんはたびたび小村くんの顔を至近距離で覗きこむので、そのたびに小村くんはドキドキする。
その後もことあるごとにめがねを忘れる三重さんに小村くんはドキドキし続ける日々を送る。三重さんも、甲斐甲斐しく接してくれる小村くんが自身にとって特別な人と自覚し始めていく。

## 登場人物
声の項はテレビアニメ版の声優。
小村くん（こむらくん） / 小村 楓（）
声 - 伊藤昌弘、井上麻里奈（幼少）
本作の主人公。身長は中3の時点で167センチメートル。三重さんに好意を抱いているが、口に出せずにいる。母子家庭。元々黒髪だったが、中学校に進学する際に母から「髪を染めて垢抜けてきなさい」と美容室へ行くよう促されたため、明るめの茶髪になっている。
三重さんがめがねを忘れて登校してきた際に手助けしたり世話を焼いたりしている。三重さんに貸した教科書を家宝にしようとしたり、彼女の手を握ったあと「今日の手の皮脂を綿棒などで拭って保存したい」などかなりキモい独白をしたりすることがある。思わず出てしまった自身の言動に内心で突っ込みを入れることが多く、自己評価が低い。
三重さんが自分に近づく行動にドギマギしながら「思い上がっちゃいけない」と気持ちを自制していたが、中3の夏休みを前に「三重さんに忘れられないよう、ずっと三重さんの隣にいられる努力をしなきゃ」と思い始める。三重さんの誕生日の前日に彼女から「困らせちゃうかもしれない」と言われ「俺は困らされたって嫌じゃない。むしろ嬉しい」と言い互いに喜び告白をして結ばれた。その後は三重さんと互いに祝福し合って志望校に合格する。バレンタインデーに2人でデートをした際に遊園地の観覧車でキスを交わす。高校進学後は文房具屋でアルバイトをしながら高校に通い三重さんとは違う学校ながらも定期的に会っている。
遊んでいる時は「無」になれるという理由でゲーム全般（特にコインゲーム）を趣味にしている。
なお、三重さんとは小学生の頃に1度だけ駄菓子屋で会っているのだが、当時の記憶は全く無い。
テレビアニメ版では次回予告を担当しカンペを読んでいる。
三重さん（みえさん） / 三重 あい（）
声 - 若山詩音
本作のヒロイン。近眼にもかかわらず、よくめがねを忘れたり壊したりする。それでいて「めがねを忘れないようにする」ではなく「めがねを無くしても何とか出来るようにする」などベクトルがおかしな方向で努力をする。裸眼だと周囲がほとんど見えず、しかめっ面のような目つきになり、人や物にすごく近づき、遠近感のずれから持つべきものや量を間違えることがある。小村くんいわく「目がきれい」。なお家と学校の距離が非常に近いため、めがねを忘れても登校に問題は無い模様。浮世離れしているがまともな感性は持っており、不審者扱いされると思った行動はとらないようにしている。また、自分のせいで小村くんの友達付き合いを駄目にしたくないと考えるなど、罪悪感や加害者意識が強い傾向にある。
周囲からは「ぼーっとしている」と言われることが多く、たまに武士や戦士のような口調になる、独特な略し方をしたり、めがねを生き物のように扱ったりするなど変わった言動をすることがある。コンタクトレンズを試すことがあるが「目がゴロゴロする」ため滅多に着けない。また、めがねを紛失したときのために予備のめがねは持っているものの、度なしの伊達眼鏡と間違えてしまうこともある。
世話を焼いてくれる小村くんのことは「お父さんみたいで安心する」と思っており、めがねを忘れたときは彼の顔を見つめることにしている。小村くんが自分との約束のせいで友達と遊ぶ約束を断るのを見て無理に一人で頑張ろうとする、「小村くんを独り占めしたくなる」と発言する、オムライスに楓つながりでカエデの葉を描き、それを知られることを恥ずかしがるなど、小村くんを意識した言動が見られる。
恋愛感情に関しては当初よく分かっていなかったが、恋をするあすかの表情と自分が顔を近づけた時の小村くんの顔を比べて、小村くんが自分に恋をしていることを感じ取り、そのことを嬉しく思っている。三重さんの誕生日の前日に互いに告白し合い結ばれた。互いに祝福し合って志望校に合格し、バレンタインデーのデートで遊園地の観覧車でキスを交わす。高校進学後は美術部に入部する。
好きなものはココア、水族館、メンダコ。箱入り娘として扱われているようで、門限は18時と定められており、破ると毎朝愛飲するココアを飲ませてもらえなくなる。文化祭で1度門限を破ってしまったことがあったが、この時は後から追いかけた小村くんが庇ったことで許された。
東 蓮（）
声 - 木村良平
クラスメイトの男子生徒。イケメンで優しく女子にモテる。告白されることもあるが、想いを受け止めつつやんわりと断っている。
勘違いや行き違いにより小村くんから嫉妬されることがあるが、彼自身は小村くんと三重さんの関係をそれとなく応援している様子。家が隣の女子大生の幼馴染がおり好意を抱いている。
染谷 成海（）
声 - 下地紫野
クラスメイトの女子生徒。ツインテールが特徴で明るい性格。小村くんに顔を近づける三重さんを「チューしたの？」と聞くなど小村くんと三重さんの関係を気にしており、頻繁にどうなっているか尋ねてくるが、友人の火渕さんにたしなめられている。
八坂 智（）
声 - 小林裕介
クラスメイトで小村くんの友人。ゲーム好きで徹夜するほどゲームをやりこんだり、小村くんとゲームセンターへ遊びに行ったりすることも多い。川戸さんが気になっている様子。
川戸 あすか（）
声 - 内田彩
クラスメイトで三重さんの友人。八坂くんに恋をする。
遠山 まほ（）
声 - 鈴木みのり
クラスメイトで三重さんの友人。
火渕 結衣花（）
声 - 宮下早紀
クラスメイトの女子生徒。染谷さんからは「ぶっち」と呼ばれている。3年生進級時に小村くんと隣席になるが、視力の悪さを理由に最前列の席だった三重さんと席を交換し、その結果三重さんと小村くんの位置が2年生のときと同じになった。その後にコンタクトレンズをするようになった。
時田くん（）
声 - 利根健太朗
食いしん坊なクラスメイトの男子生徒。
小村くんの母（）
声 - 小清水亜美
小村くんの母。長身で三重さんから「かっこいい」と思われている。顔の上半分は描かれておらず、フキダシ等で隠れている。
三重さんの両親（）
声 - ゆかな（母親）
三重さんの両親。小村くんの母親同様に顔が描かれておらずフキダシ等で隠れたりしている。三重さんを支えてくれる小村くんに感謝している。
朝姉（）
東くんの幼馴染で大学生。東くんから「朝姉」と呼ばれており本名は不明。かなり背が低いため周囲からは恋人同士と思われている。
大宮 いちご（）
小村くんの志望高校の説明会で知り合った少女。スタイルが良い。何かと小村くんを気にかけ、彼女がいると知った際はガッカリしていた。
みかん
東くんの飼い犬。人懐っこい大型犬。

## 書誌情報
- 藤近小梅『好きな子がめがねを忘れた』スクウェア・エニックス〈ガンガンコミックスJOKER〉、全12巻
  1. 2019年2月22日発売[11][12]、ISBN 978-4-7575-6026-0
  2. 2019年6月22日発売[13][14]、ISBN 978-4-7575-6169-4
  3. 2019年11月22日発売[15][16]、ISBN 978-4-7575-6395-7
  4. 2020年2月22日発売[17]、ISBN 978-4-7575-6531-9
  5. 2020年5月22日発売[18]、ISBN 978-4-7575-6668-2
  6. 2020年10月22日発売[19]、ISBN 978-4-7575-6911-9
  7. 2021年4月22日発売[20]、ISBN 978-4-7575-7208-9
  8. 2021年10月21日発売[21][22]、ISBN 978-4-7575-7502-8 / ISBN 978-4-7575-7503-5（小冊子付き特装版）
  9. 2022年6月22日発売[23][24]、ISBN 978-4-7575-7973-6 / ISBN 978-4-7575-7974-3（小冊子付き特装版）
  10. 2023年1月20日発売[25]、ISBN 978-4-7575-8351-1
  11. 2023年7月22日発売[26][27]、ISBN 978-4-7575-8677-2 / ISBN 978-4-7575-8678-9（アンソロジー小冊子付き特装版）
  12. 2024年6月20日発売[28][29]、ISBN 978-4-7575-9167-7 / ISBN 978-4-7575-9168-4（小冊子付き特装版）

## テレビアニメ
2023年7月から9月までTOKYO MXほかにて放送された。

### スタッフ
- 原作 - 藤近小梅[7]
- 総監督 - 工藤進[7]
- 監督 - 横峯克昌[7]
- 脚本 - 八薙玉造[7]
- コンセプトアート - 鈴木信吾[7]
- キャラクターデザイン - 内田孝行[7]
- 総作画監督 - 谷圭司[7]、古田誠[7]、内田孝行[7]
- メインアニメーター - 大久保宏[7]
- 編集 - 藤本理子
- 音響監督 - 村松久進[7]
- 音響効果 - 斎藤みち代
- 音響制作 - グロービジョン[7]
- 音楽 - ジミーサムP[7]
- 音楽制作 - フライングドッグ[7]
- 音楽プロデューサー - 内田峻
- チーフプロデューサー - 飯塚寿雄
- プロデューサー - 中西洋文
- アニメーションプロデューサー - 岸本鈴吾
- アニメーション制作 - GoHands[7]
- 製作 - 製作委員会がめがねを忘れた

### 主題歌
「NAME」
綴によるオープニング主題歌。作詞はDECO*27、作曲・編曲は堀江晶太。
「メガネゴーラウンド」
オーイシマサヨシ、小村楓（伊藤昌弘）、三重あい（若山詩音）によるスペシャルユニット「マサヨシがめがねを忘れた」によるエンディングテーマ。作詞・作曲・編曲は大石昌良（オーイシマサヨシの別名義）。

### 各話リスト
| 話数   | サブタイトル                       | 絵コンテ          | 演出     | 作画監督                                                                                         | 初放送日      |
| ------ | ---------------------------------- | ----------------- | -------- | ------------------------------------------------------------------------------------------------ | ------------- |
| 第1話  | 好きな子がめがねを忘れた           | 小寺勝之 鈴木信吾 | 横峯克昌 | 内田孝行 上條円己 坂元愛里 鈴木信吾 谷圭司 福永向日葵 室井大地                                   | 2023年 7月4日 |
| 第2話  | 好きな子に呼び出された             | 小寺勝之 鈴木信吾 | 安達翔平 | 内田孝行 坂元愛里 鈴木信吾 谷圭司 福永向日葵 室井大地 吉村真鈴                                   | 7月11日       |
| 第3話  | 好きな子がラブレターを拾った       | 小寺勝之 鈴木信吾 | 安達翔平 | 内田孝行 上條円己 坂元愛里 鈴木信吾 谷圭司 福永向日葵 室井大地 吉村真鈴                          | 7月18日       |
| 第4話  | 好きな子のめがねを選んだ           | 小寺勝之 鈴木信吾 | 山岸徹一 | 内田孝行 鈴木信吾 谷圭司 福永向日葵 古田誠 山本将史                                              | 7月25日       |
| 第5話  | 好きな子とバレンタインデーに会った | 小寺勝之 横峯克昌 | 山岸徹一 | 内田孝行 鈴木信吾 谷圭司 福永向日葵 山本将史 吉村真鈴                                            | 8月1日        |
| 第6話  | 好きな子と新学期を迎えた           | 小寺勝之 横峯克昌 | 安達翔平 | 内田孝行 上條円己 坂元愛里 鈴木信吾 谷圭司 中野那保 古田誠 吉村真鈴                              | 8月8日        |
| 第7話  | 好きな子のめがねを持って帰った     | 小寺勝之 横峯克昌 | 安達翔平 | 内田孝行 上條円己 坂元愛里 鈴木信吾 谷圭司 中野那保 古田誠 吉村真鈴                              | 8月15日       |
| 第8話  | 好きな子と告白を見てしまった       | 小寺勝之 横峯克昌 | 横峯克昌 | 上條円己 谷圭司 築山夢生 中林三紀 古田誠                                                         | 8月22日       |
| 第9話  | 好きな子と校外学習に行った         | 鈴木信吾 横峯克昌 | 横峯克昌 | 上條円己 谷圭司 築山夢生 中林三紀 古田誠                                                         | 8月29日       |
| 第10話 | 好きな子にお願いされた             | 鈴木信吾 横峯克昌 | 山岸徹一 | 内田孝行 上條円己 坂元愛里 新城晴菜 谷圭司 築谷佳乃 中野那保 中林三紀 福永向日葵 古田誠 室井大地 | 9月5日        |
| 第11話 | 好きな子と文化祭の日に             | 鈴木信吾 横峯克昌 | 山岸徹一 | 内田孝行 上條円己 坂元愛里 新城晴菜 谷圭司 築谷佳乃 中野那保 福永向日葵 古田誠                   | 9月12日       |
| 第12話 | 好きな子と調理実習したかった       | 鈴木信吾 横峯克昌 | 安達翔平 | 内田孝行 上條円己 谷圭司 築谷佳乃 中井郁璃 中野那保                                              | 9月19日       |
| 第13話 | 好きな子と約束をした               | 鈴木信吾 横峯克昌 | 安達翔平 | 内田孝行 上條円己 谷圭司 築谷佳乃 中井郁璃 中野那保 室井大地                                     | 9月26日       |

### 放送局
| 放送期間               | 放送時間                     | 放送局   | 対象地域   | 備考                                   |
| ---------------------- | ---------------------------- | -------- | ---------- | -------------------------------------- |
| 2023年7月4日 - 9月26日 | 火曜 23:00 - 23:30           | TOKYO MX | 東京都     | 製作参加                               |
| 2023年7月5日 - 9月27日 | 水曜 2:30 - 3:00（火曜深夜） | 毎日放送 | 近畿広域圏 | 『アニメ特区』第1部                    |
|                        | 水曜 21:00 - 21:30           | AT-X     | 日本全域   | CS放送 / 字幕放送 / リピート放送あり   |
| 2023年7月7日 - 9月29日 | 金曜 23:00 - 23:30           | BS朝日   | 日本全域   | 製作参加 / BS/BS4K放送 / 『アニメA』枠 |

| 配信開始日    | 配信時間               | 配信サイト |
| ------------- | ---------------------- | --- |
| 2023年7月4日  | 火曜 23:30 更新        | U-NEXT アニメ放題 |
|               | 火曜 23:30 - 土曜 0:00 | ABEMA |
| 2023年7月8日  | 土曜 23:30 更新        | dアニメストア（本店・ニコニコ支店・for Prime Video） |
| 2023年7月10日 | 月曜 23:30 更新        | Amazon Prime Video Netflix J:COMオンデマンド TELASA milplus auスマートパスプレミアム FOD FODチャンネル for Prime Video DMM TV バンダイチャンネル AnimeFesta Lemino hulu MBS動画イズム TVer |

### BD
| 巻 | 発売日         | 収録話         | 規格品番  |
| -- | -------------- | -------------- | --------- |
| 1  | 2023年12月20日 | 第1話 - 第4話  | SHBR-0696 |
| 2  | 2024年1月24日  | 第5話 - 第8話  | SHBR-0697 |
| 3  | 2024年2月28日  | 第9話 - 第13話 | SHBR-0698 |